# Louis Verheyden
Louis Joseph Ignace Verheyden, né le 30 juillet 1875 à Oplinter et y décédé le 17 mai 1948 fut un homme politique belge du parti catholique.
Verheyden fut brasseur; il fut élu conseiller communal et bourgmestre d'Oplinter (1912) et sénateur de l'arrondissement Louvain (1925-46).

## Sources
- Bio sur ODIS